# عثمان کولی
عثمان کولی (انگلیسی: Ousman Koli؛ زادهٔ ۱۸ اکتبر ۱۹۸۸) بازیکن فوتبال اهل گامبیا است که در پست مدافع برای باشگاه فوتبال اینتربلوک لیوبلیانا بازی می‌کند.
از باشگاه‌هایی که در آن بازی کرده‌است می‌توان به باشگاه ورزشی محمدان، باشگاه فوتبال موستا، و باشگاه فوتبال ستاره سرخ اشاره کرد.
وی همچنین در تیم‌های ملی فوتبال زیر ۱۷ سال و گامبیا بازی کرده‌است.